# Millipede
Millipede — относительно новая технология запоминающих устройств, разрабатываемая компанией IBM. Для считывания и записи информации используется зонд сканирующего зондового микроскопа.